# Dummersdorfer Ufer

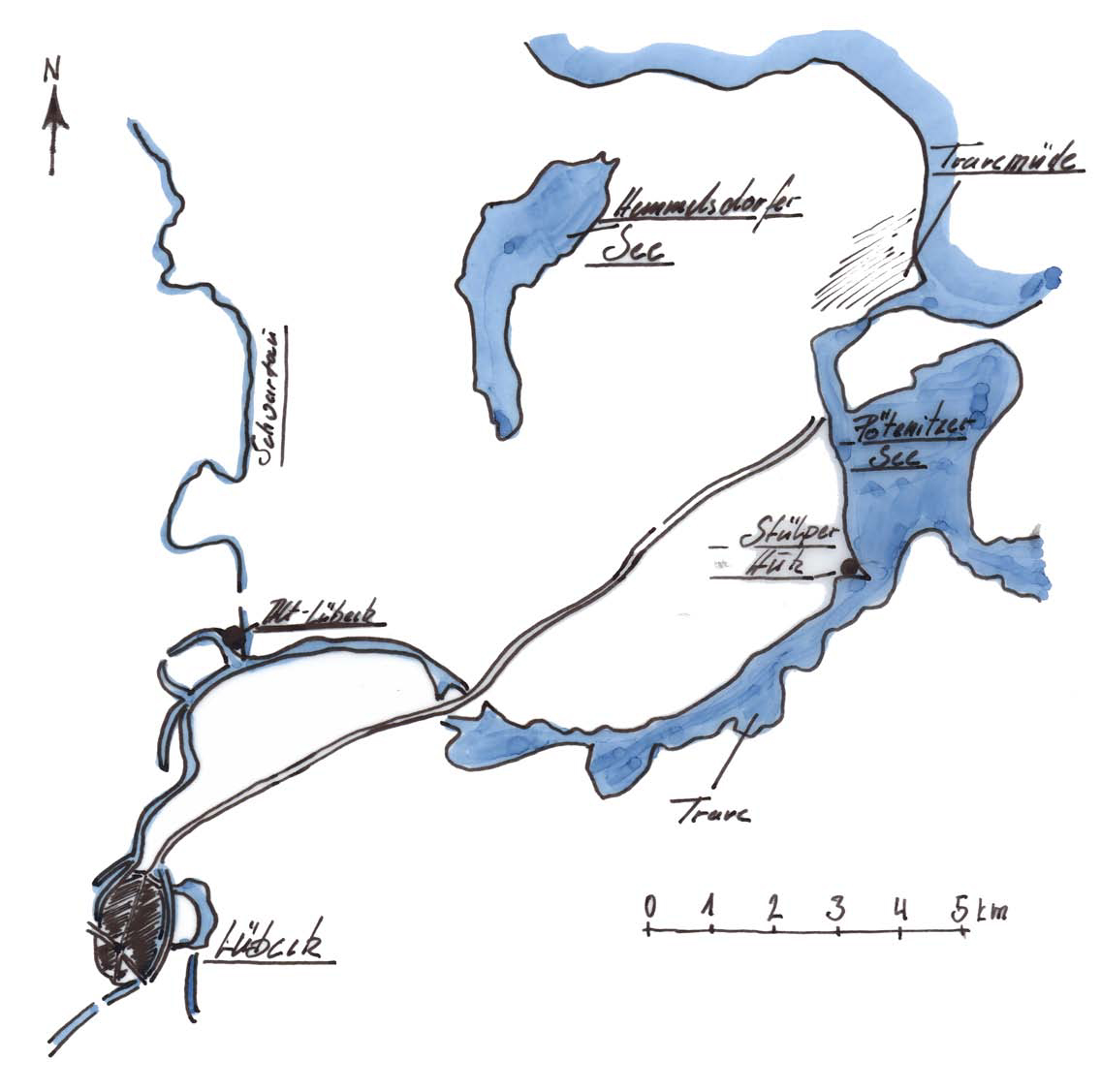
Trave zwischen Lübeck und Travemünde mit Stülper Huk

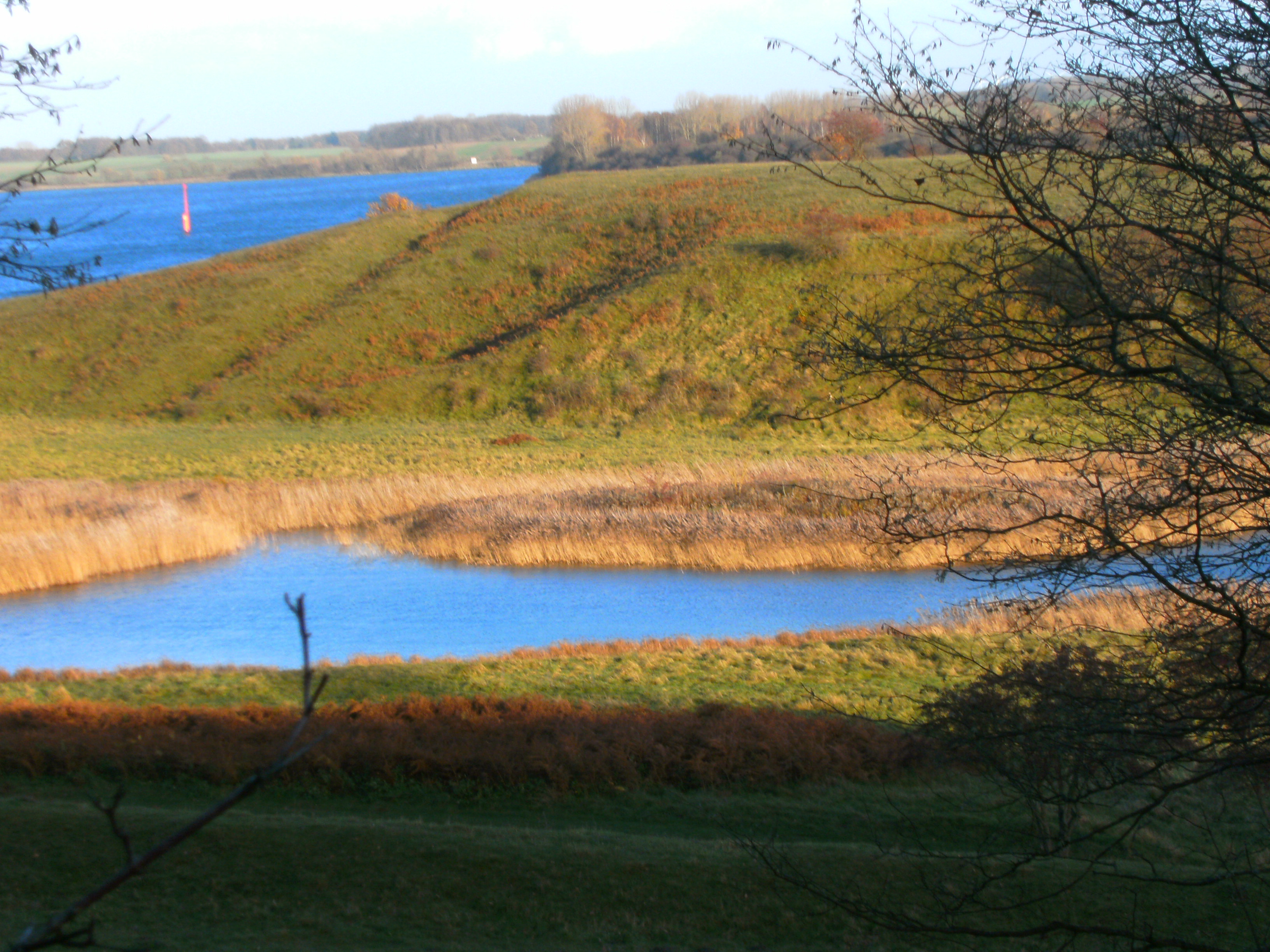
Lübeck, Dummersdorfer Ufer: Blick auf Teich und Trave.

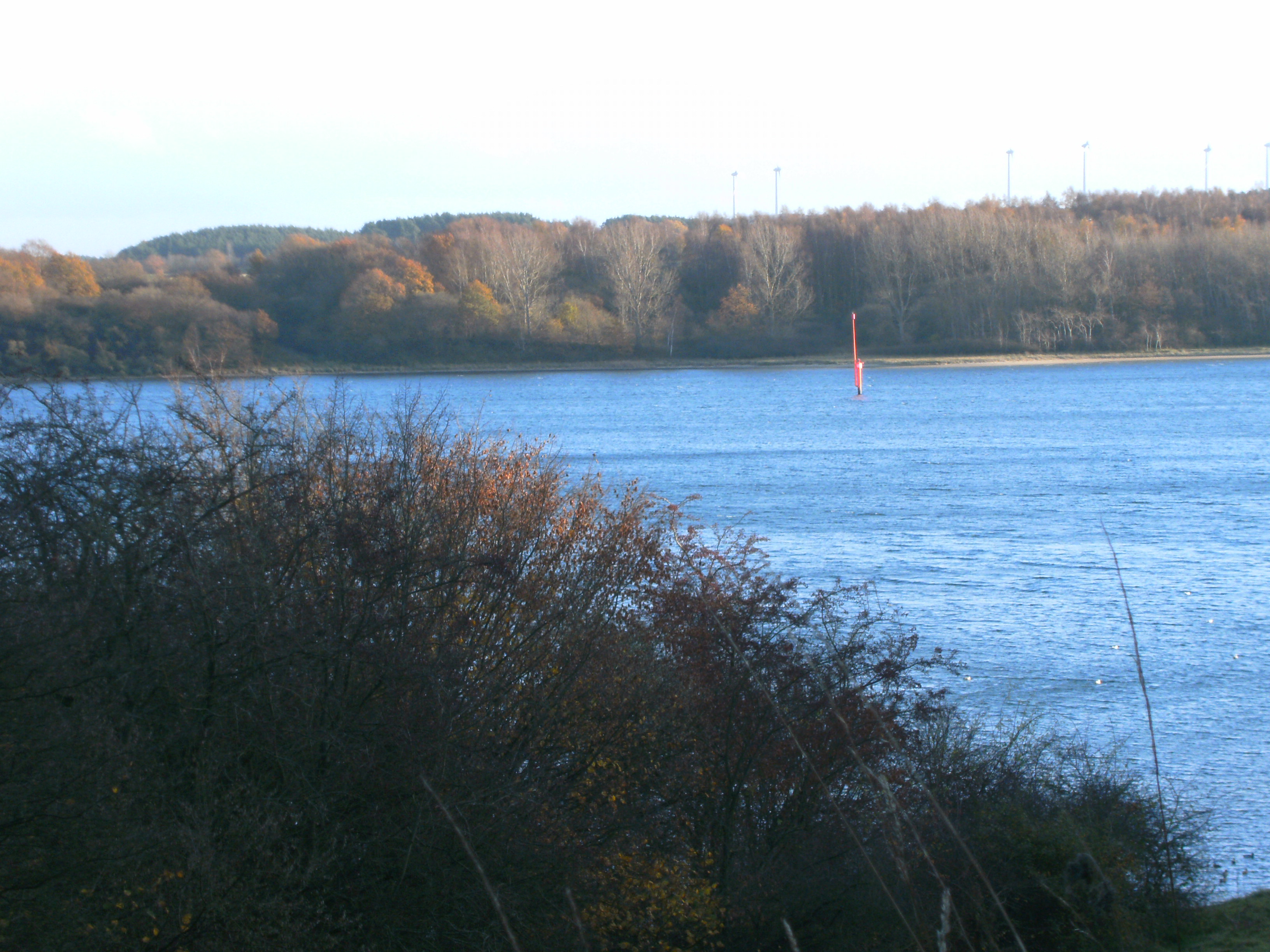
Lübeck, Dummersdorfer Ufer: Blick auf die Trave und Mecklenburg-Vorpommern am gegenüber liegenden Ufer.

Das Dummersdorfer Ufer liegt in Lübeck am westlichen Ufer des unteren Laufs der Trave zwischen dem angrenzenden Travemünder Fährhafen Skandinavienkai und den Stadtteilen Herrenwyk und Kücknitz. Zusammen mit dem Bodendenkmal Stülper Huk, den Naturschutzgebieten auf dem Priwall und um den Dassower See am östlichen Ufer bildet es ein bedeutendes Vogelschutzgebiet der Hansestadt Lübeck, vergleichbar dem Schellbruch. Schon 1925 wurde das Gebiet auf Initiative Wilhelm Ohnesorges zu einem „flächendeckenden Naturdenkmal“ erklärt. Da es sich aber um das 1929 für die Ausdehnung der Industrie bestimmte Gebiet handelte, musste der Erhaltungskampf als aussichtslos aufgegeben werden. Ohnesorge leitete am 11. Mai 1929 eine voraussichtlich letzte Führung am Ufer. Höhere Gewalt verhinderte jedoch die Ausdehnung und seit 1958 ist es als Naturschutzgebiet ausgewiesen. Die zunächst 48 Hektar umfassende Fläche des Naturschutzgebietes wurde 1991 auf 340 Hektar erweitert.

„Das Naturschutzgebiet dient dem Schutz einer fast abgeschlossenen Seitenbucht des eiszeitlichen Talsystems der Trave einschließlich zweier Inseln mit Trockengrasfluren, Feldgehölzen und Röhrichtbeständen als Lebensraum einer artenreichen und landschaftstypischen Pflanzen- und Tierwelt, u. a. als Sommerrast- und Überwinterungsgebiet für nordische Wasservögel am Schnittpunkt von zwei bedeutenden Vogelzugstraßen.“

Das Naturschutzgebiet Dummersdorfer Ufer wird von einem Landschaftspflegeverein betreut. Im Zuge der Erweiterung des benachbarten Skandinavienkais wird auch das Naturschutzgebiet leiden. Durch erhöhten Schiffsverkehr wird der Wellenschlag verstärkt und sorgt für mehr Abbruch. Eine geologische Besonderheit sind die in einigen Bereichen des Steilufers vorkommenden Osteokollen, die von nur wenigen Orten Mitteleuropas bekannt sind.